# Лагуткин, Николай Васильевич
Никола́й Васи́льевич Лагу́ткин (2 января 1934, Междуречье, Каменский район — 29 февраля 2020, Пенза) — советский хозяйственный, государственный и политический деятель.

## Биография
Родился 2 января 1934 году в селе Голодяевка Пензенского округа Средневолжского края (ныне — село Междуречье Каменского района Пензенской области). 
В 1958 году окончил Пензенский сельскохозяйственный институт. 
С 1948 года — на хозяйственной, общественной и политической работе. В 1948—2000 гг. — разнорабочий на стройке, грузчик на конезаводе, экономист в Пачелмском районе, председатель колхоза, совхоза «Имени Ильича», первый секретарь Городищенского и Пензенского райкомов КПСС, секретарь Пензенского обкома КПСС по сельскому хозяйству, директор по научной работе ООО «Пензагрореммаш».
Избирался депутатом Верховного Совета РСФСР 7-го, 8-го, 9-го созывов. Был членом КПСС.
Скончался 29 февраля 2020 года.

## Награды и звания
- орден Ленина (1973)
- два ордена Трудового Красного Знамени (1966, 1971)
- медаль «Ветеран труда» (1984)
- медаль ордена «За заслуги перед Пензенской областью» (2014)
- медали
- звание «Почётный гражданин Пензенской области» (18 января 2019) — за особые заслуги перед Пензенской областью и ее населением[3][4]